# WTMN
Koordinaten: 29° 37′ 26″ N, 82° 17′ 19″ W
WTMN oder WTMN-AM (Branding: „1430 The Light“) ist ein US-amerikanischer Hörfunksender aus Gainesville im US-Bundesstaat Florida. WTMN sendet im Gospel-Format auf der Mittelwellen-Frequenz 1430 kHz. Eigentümer und Betreiber ist die Marc Radio Gainesville, LLC.